# Juncus uncialis
Juncus uncialis är en tågväxtart som beskrevs av Edward Lee Greene. Juncus uncialis ingår i släktet tåg, och familjen tågväxter. Inga underarter finns listade i Catalogue of Life.